# Нитрид хрома
Нитрид хрома — бинарное неорганическое соединение металла хрома и азота с формулой CrN, 
чёрные кристаллы, 
не растворимые в воде.

## Получение
- Перегонка амальгамы хрома в атмосфере азота или нагревание хрома в атмосфере азота:

{\displaystyle {\mathsf {2Cr+N_{2}\ {\xrightarrow {800-1000^{o}C}}\ 2CrN}}}
{\displaystyle {\mathsf {4Cr+N_{2}\ {\xrightarrow {1200-1300^{o}C}}\ 2Cr_{2}N}}}
- Нагревание бромида хрома(III) в токе аммиака:

{\displaystyle {\mathsf {CrBr_{3}+NH_{3}\ {\xrightarrow {T}}\ CrN+3HBr}}}

## Физические свойства
Нитрид хрома образует чёрные кристаллы 
кубической сингонии, 
пространственная группа F m3m, 
параметры ячейки a = 0,4148 нм, Z = 4.
Не растворяется в воде.

## Химические свойства
- Разлагается при сильном нагревании:

{\displaystyle {\mathsf {2CrN\ {\xrightarrow {>1770^{o}C}}\ 2Cr+N_{2}}}}
- Окисляется при нагревании кислородом воздуха:

{\displaystyle {\mathsf {4CrN+3O_{2}\ {\xrightarrow {T}}\ 2Cr_{2}O_{3}+2N_{2}}}}

## Другие соединения
- Известен нитрид хрома состава Cr2N.

## Применение
- Полупроводниковый материал для термоэлектрических генераторов.